# Knoxville (Arkansas)
Knoxville – miasto w Stanach Zjednoczonych, w stanie Arkansas, w hrabstwie Johnson.